# Forward Party
Forward (FWD), conocido como el Forward Party hasta el julio de 2022, es un comité de acción política que busca formar un nuevo partido político centrista en los Estados Unidos. Forward tiene un afiliado a un partido político al nivel de los estados, buscando lograr acceso a la boleta en 29 otros estados para el año 2023 y acceso a la boleta en todos los 50 estados de los Estados Unidos para el año 2024. 
El PAC, que fue fundada por Andrew Yang, excandidato demócrata a la presidencia de 2020 y a la alcaldía de la ciudad de Nueva York en 2021, describe sus metas como la reducción de la polarización partidista y implementar reformas electorales. El Forward Party fue fundada oficialmente como un comité de acción política en el 5 de octubre de 2021. El PAC tiene la intención de solicitar el reconocimiento del Federal Election Commission (Comisión Federal de Elecciones) como un partido político para lograr su meta de proporcionar una alternativa a los dos principales partidos políticos de los Estados Unidos. El Forward Party también dice que los candidatos que son afiliados a la organización permanecerán como miembros de los dos principales partidos políticos estadounidenses, además como candidatos independientes.
En el 27 de julio de 2022, el Forward Party anunció que se había fusionado con Serve America Movement (Movimiento de servir a los Estados Unidos) y Renew America Movement (Movimiento de renovación de los Estados Unidos) para promover sus esfuerzos de formar un nuevo tercero y que el grupo se conocería simplemente como "Forward".

## Historia

### Fundación como el Forward Party (2021-2022)
En el libro de Yang de 2021, se llama Forward: Notes on the Future of Our Democracy (En español: Adelante: notas sobre el futuro de nuestra democracia) Yang anunció la creación del partido. Yang también criticó a los líderes políticos estadounidenses y escribió que "nuestros líderes son recompensados no por resolver problemas sino por acumular recursos y conservar el cargo". 
Yang dijo que un parte de la razón por la que quería iniciar un tercer partido en lugar de un caucus dentro del Partido Demócrata era que la mayoría de los estados con iniciativas electorales son estados que votan por el Partido Republicano y que los esfuerzos para instituir cambios electorales serían partidistas y no del sistema. Yang dijo que le hubiera gustado haber implementado la plataforma del Forward Party dentro del Partido Demócrata. Yang sintió que la implementation de la votación por orden de preferencia y las primarias abiertas sería difícil de lograr sin dejar de ser demócrata. 
El Forward Party afirma que respaldará a los candidatos de los dos partidos principales en las elecciones de 2022 que apoyen sus políticas. El sitio web del Forward Party sugiere que los candidatos afiliados al Forward Party probablemente se postularán como miembros de uno de los dos partidos principales. Yang declaró que el Forward Party no está interesado en presentar un candidato a la presidencia, sino que se concentra en tratar de disminuir el estancamiento partidista dentro del Congreso y las legislaturas estatales. El Forward Party ha declarado que puede tener su propio proceso primario para nominar a un candidato antes de las elecciones presidenciales de los Estados Unidos.
En febrero de 2022, El Forward Party eligió al estado Minnesota como el primer estado en lanzar un partido afiliado. La filial de Minnesota está encabezada por John Denney, quien se postuló para el Congreso en 2014 como miembro del Partido de la Independencia de Minnesota .  Denney intentó que Richard Painter, quien se desempeñó como principal abogado de ética de la Casa Blanca en la administración de George W. Bush, se presentara como miembro del Forward Party en las elecciones de Fiscal General de Minnesota de 2022. Cory Hepola, locutor de radio, anunció que se postularía para gobernador de Minnesota como miembro del Forward Party en 2022. Más tarde se retiró de la carrera.

## Posiciones políticas
El partido quiere instituir límites de mandato de 18 años para los miembros del Congreso. También busca establecer un nuevo Departamento de Tecnología a nivel de gabinete. El partido apoya a los jurados cívicos y aboga por un " portal de los ciudadanos". La parte admite los datos como un derecho de propiedad. El PAC pide una economía basada en el " capitalismo centrado en el ser humano ", la promulgación de la renta básica universal, y el apoyo a formas alternativas de medir el progreso económico.
El partido apoya a la implementación de un sistema de atención médica universal, y alienta a los estados a adoptar elecciones primarias no partidistas e implementar la votación por orden de preferencia, un concepto que Yang extrae de la teórica política y empresaria Katherine Gehl llamado Final -Votación cinco.  También propone comisiones independientes de redistribución de distritos y reforma de las finanzas públicas en forma de dólares democráticos. El partido alienta a las personas a mantener su membresía en los partidos Demócrata y Republicano para no privarlos de sus derechos al dejarlos sin poder votar en las primarias del partido. El Forward Party planea respaldar a candidatos de los dos partidos principales, de terceros, así como de independientes que aboguen por los valores fundamentales en lugar de defender los suyos propios.

## Recepción
El Forward Party se enfrenta a las críticas de algunos demócratas, quienes creen que el partido podría tener un efecto de spoiler y beneficiar a los republicanos. Luke Savage de Jacobin criticó la concepción del partido. El columnista de opinión de MSNBC, Zeeshan Aleem, calificó al Forward Party como "un desastre aburrido que carece de visión o propósito". Natalie Shure de The New Republic caracterizó al partido como "insípido" y un "truco político", preguntando "¿por qué molestarse en crear un tercero si su creación es lo único que pretende lograr?" 